# Bessin
Le Bessin est un pays de la Normandie autrefois appelé Pagus Baiocensis (pays de Bayeux). Ses habitants gaulois étaient les Bajocasses ; ils sont aujourd'hui les Bessinois.
Le Bessin est bordé au nord par la mer de la Manche. Il s'étend d'est en ouest sur une largeur de 50 kilomètres, de Courseulles-sur-Mer à Isigny-sur-Mer et vers le sud, sur une distance de 30 kilomètres, buttant sur les derniers contreforts du Massif armoricain, juste avant Caumont-l'Éventé et le Pré-Bocage.

## Géographie
Le pays du Bessin désigne aujourd'hui la région de Bayeux, dans le Calvados. Cependant, son assiette géographique dépasse les limites actuelles du Bessin proprement dit ; le Bessin est à l'origine le territoire compris entre l'Orne et la Vire. Les villes de Caen et de Vire sont donc historiquement bessinoises.
À cheval sur les départements du Calvados et de la Manche, le Bessin représente le tiers occidental du premier. Le Bessin, au sens actuel du terme, est donc entouré :
- à l'ouest par le Cotentin ;
- au sud par le Bocage virois ;
- à l'est par la campagne de Caen.

La partie ouest du Bessin, entre Bayeux et la Vire, est une terre de bocage, alors que vers l'est, sa plaine est devenue la campagne de Caen.
De nombreux toponymes font référence à la localisation de la commune dans le Bessin : Asnières-en-Bessin, Le Breuil-en-Bessin, Cricqueville-en-Bessin, Magny-en-Bessin, Mandeville-en-Bessin, Monceaux-en-Bessin, Monts-en-Bessin, Port-en-Bessin-Huppain, Putot-en-Bessin, Secqueville-en-Bessin, Tour-en-Bessin et Vienne-en-Bessin.
Des regroupements intercommunaux font également référence au Bessin :
- Pays du Bessin au Virois ;
- communauté de communes de Bessin, Seulles et Mer.

Villes principales (population supérieure à 1 500 habitants en 2008) :
- Bayeux (13 478 hab.) ; Saint-Vigor-le-Grand (banlieue est - 2 023 hab.) ;
- Courseulles-sur-Mer (4 185 hab.) ;
- Le Molay-Littry (3 096 hab.) ;
- Isigny-sur-Mer (2 761 hab.) ;
- Port-en-Bessin-Huppain (2 080 hab.) ;
- Grandcamp-Maisy (1 775 hab.) ;
- Creully (1 569 hab.) ;
- Ver-sur-Mer (1 565 hab.).

## Histoire
La fondation du pays de Bessin est à mettre en lien avec la création, à partir du IVe siècle, du diocèse de Bayeux, autour de la ville d'Augustodurum. Le nom Bessin vient en effet du bas latin baiocassinus ; cet adjectif mentionné dès le VIe siècle signifiait « de la région des Bajocasses ». Les Baïocasses sont une tribu de l'ancienne gaule située entre l'Orne et la Vire dont Augustodurum, aujourd'hui Bayeux, fondée à la fin du Ier siècle av. J.-C., deviendra le chef-lieu de cité à partir de l'époque gallo-romaine.
La ville gallo-romaine d'Aregenua, ancienne capitale du peuple des Viducasses, et sa cité ont très tôt été intégrées au diocèse de Bayeux et donc au Bessin.
Il est d'ailleurs probable que le ressort de ce premier diocèse comprenait également le futur Cotentin, c'est-à-dire le territoire des Unelles. La création du diocèse de Coutances au Ve siècle a réduit l'autorité spirituelle de l'évêque de Bayeux aux chrétiens des cités de Vieux et de Bayeux.
Dès lors, les limites géographiques du Bessin, correspondant peu ou prou à celle du diocèse de Bayeux, seront réunies en 924 au duché de Normandie, puis en 1204 au royaume de France et ne changeront quasiment pas jusqu'en 1790, date de la création du département du Calvados.
Le protestantisme dans le Bessin
À partir de 1550, la Réforme atteint la Normandie, où ses idées se développent, d’abord auprès de la population urbaine et noble, puis auprès de la population rurale. On estime, selon les régions, que 30 % de la population est réformée, et la province surnommée la « petite Allemagne ». Le protestantisme reçut un accueil très favorable dans le Bessin et notamment dans sa partie ouest. De grandes familles nobles se convertirent. Les principaux temples sont à : Trévières, Vaucelles, Géfosse où l'on compte pas moins de 1 200 réformés, plus encore à Colombières où une partie de la noblesse protestante se réunissait près du château forteresse, Neuville-sous-Port, depuis 1824, rattachée à Port-en-Bessin.
En 1562, la première guerre de Religion, avec son lot de violences entre protestants et catholiques, amène les seigneurs du Bessin des deux camps à se protéger et pour ce faire renforcent les défenses de leurs manoirs, comme les abbayes. Après le massacre de la Saint-Barthélemy, en 1572, et ses nombreuses abjurations, plusieurs familles nobles décidèrent d'émigrer soit en Angleterre ou à Genève.
Les fermes-manoirs du Bessin
En 1640, il existait, dans le Bessin, 487 fiefs nobles, soit environ quatre par paroisse, ce qui explique le nombre important de fermes-manoirs présentes sur le territoire, et bien qu'on en rencontre dans d'autres régions, comme le Perche, elles n'y atteignent pas la densité observée dans la région. Au XVIIe siècle, la floraison de constructions ou reconstructions est à rapprocher de la transformation économique qu'a subie le Bessin, avec la mise en herbe et l'embocagement pour l'élevage bovin et la production de beurre salé, au détriment des céréales, apportant une nouvelle source de profits non négligeables.

## Entité historique

### Litus Saxonicum
On appelle Litus Saxonnicum la partie maritime du Bessin, mais l'emprise de ce litus est très mal connue. Il semble que des Saxons venus de la mer se soient installés dans la région de Bayeux, sans suite.

### Comté de Bessin
À l'époque franque, les royaumes francs étaient subdivisés en comtés où un comes représentait le roi et y exerçait son autorité en Neustrie.
Ce comté du Bessin a semble-t-il correspondu à l'ancien diocèse de Bayeux. Il devient normand en 924, lorsqu'il entra en possession de Rollon; formant alors, avec l'Évrecin et l'Hiémois, une partie constitutive du nouveau duché de Normandie.
Bothon, compagnon de route de Rollon, devient comte du Bessin après le sac de Bayeux et la mort de Bérenger II de Neustrie, alors comte de la ville. Le Bessin s'étend à cette époque jusqu'à l'Orne, et comprend, entre autres, Saint-Lô et Torigny.

### Vicomté de Bessin
Sous les ducs des Normands, le titre comtal appartenait en propre au duc de Normandie. Les ducs-comtes nommaient alors des vicomtes pour les représenter dans les différents comtés normands. C'était le cas à Bayeux où les vicomtes de Bessin étaient les seigneurs d'Avranches, devenus par la suite comtes de Chester.
Après que la Normandie continentale fut devenue française, les rois de France continuèrent de nommer ou de faire nommer des vicomtes à Bayeux chargés d'assister les baillis de Caen. Cette charge fut supprimée en avril 1749.

### Bailliage de Caen
Le bailliage de Caen était l'un des grands bailliages constitutifs de la Normandie française, avec ceux de Rouen, Caux, Évreux, Gisors, Alençon et Cotentin. Il comprenait dans son ressort le Bessin.

### Généralité de Caen
La généralité de Caen, créée au XVIe siècle, était l'une des trois généralités de la province de Normandie, avec celles de Rouen et d'Alençon. Elle comprenait le Bessin, ainsi que le grand bailliage de Cotentin (avec l'Avranchin).

### Département du Calvados
Toutes ces institutions, lorsqu'elles subsistaient encore, furent supprimées en 1789 et remplacées par les départements. Le Bessin fut alors partagé entre le Calvados et la Manche.

### Le petit Bessin (depuis leXIXesiècle)
Le Bessin agricole
Le Bessin est un territoire en grande partie voué à l'agriculture. L'ouest est principalement une terre d'élevage alors que l'est, sur le plateau de Caen, est une terre de culture principalement céréalière. Les houillères de Littry alimentant les fours à chaux et développant le réseau routier permettent la croissance de l'activité agricole au XIXe siècle.
La mer représente une ressource importante grâce à la pêche (ports de Port-en-Bessin-Huppain, Grandcamp-Maisy, Courseulles-sur-Mer, Isigny-sur-Mer) et à la conchyliculture (baie des Veys, Asnelles).

## Tourisme

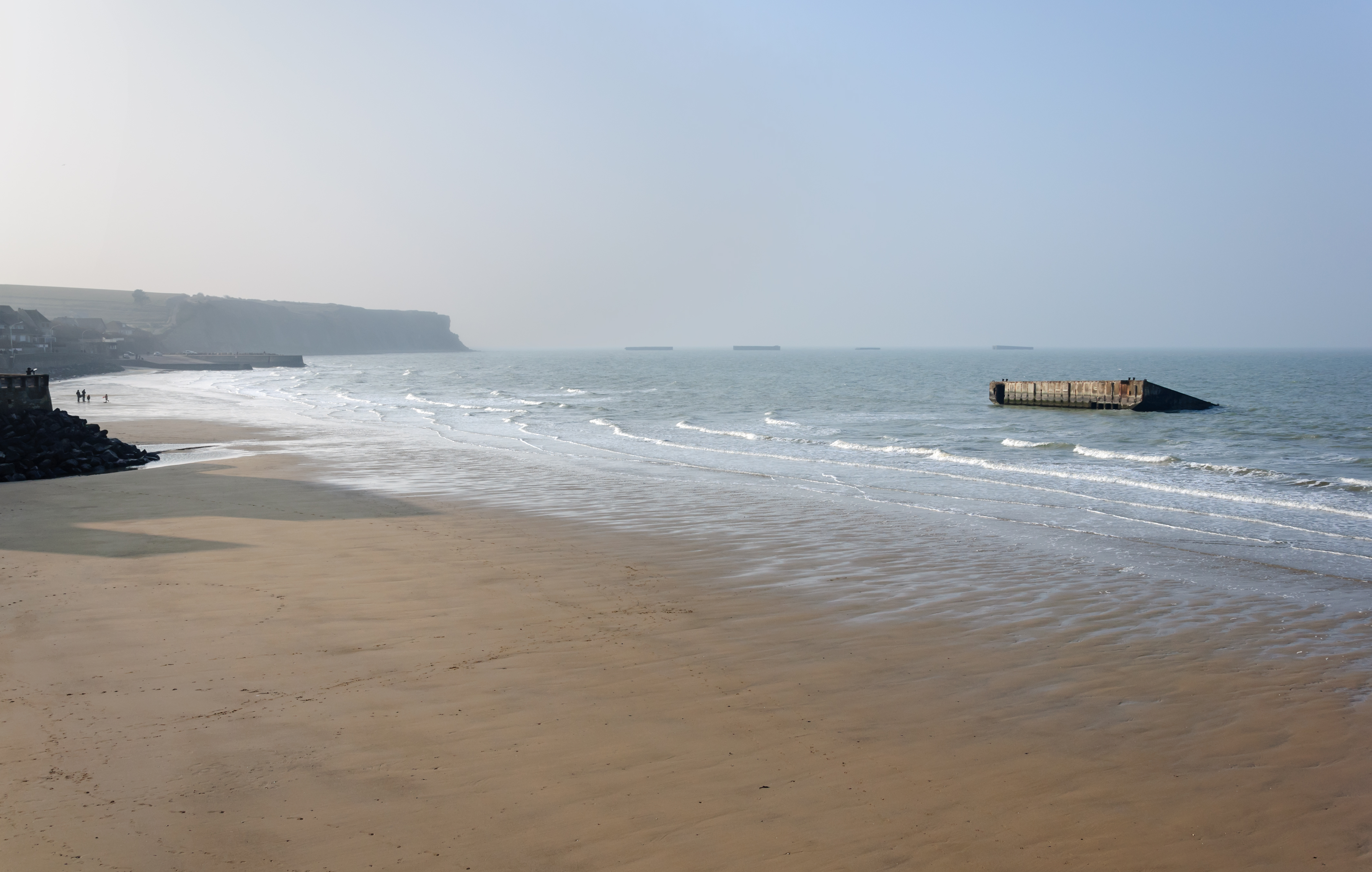
La plage d'Arromanches-les-Bains, avec les restes du port artificiel Mulberry.

Réduit à une frange maritime du Calvados, l'actuel pays de Bessin est une contrée riche en monuments de l'époque médiévale, à commencer par la majestueuse cathédrale de Bayeux mais également l'abbaye de Cerisy-la-Forêt.
Le débarquement de 1944 a suffisamment marqué les lieux pour être devenu un motif d'attraction touristique indispensable pour les communes du Bessin. De nombreux musées et cimetières militaires en témoignent (musée mémorial de la Bataille de Normandie, cimetière militaire britannique de Bayeux, cimetière militaire allemand de La Cambe, cimetière américain de Colleville-sur-Mer, cimetière militaire britannique de Bazenville, cimetière militaire britannique de Chouain, cimetière militaire britannique de Secqueville-en-Bessin, musée du Débarquement, projection d'un film au Cinéma circulaire et vestiges du port Mulberry à Arromanches-les-Bains, batterie allemande de Longues-sur-Mer, etc.).
Le musée de la mine du Molay-Littry évoque le passé minier du secteur et met en valeur le patrimoine industriel du Bessin.